# البطولة الوطنية المجرية 1965
البطولة الوطنية المجرية 1965 (بالمجرية: 1965-ös magyar labdarúgó-bajnokság)‏ هو الموسم 64 من البطولة الوطنية المجرية. أشرف على تنظيمه اتحاد المجر لكرة القدم، وكان عدد الأندية المشاركة فيه 14، وفاز فيه نادي فاساس.